# Sianyf Agüero
Sianyf Ruth Agüero Varela (Alajuela, Costa Rica, 27 de enero de 2004) es una futbolista costarricense que juega como delantera en la L. D. Alajuelense de la Primera División de Costa Rica.

## Trayectoria

### L. D. Alajuelense
En 2019 realizó su debut en la máxima categoría costarricense con el equipo de CODEA Alajuela, logrando obtener el primer título nacional tras vencer al Deportivo Saprissa en el marcador global 2-1 por la final nacional.
Sianyf consiguió su segundo título, esta vez, bajo el nombre de la L. D. Alajuelense tras vencer al C. S. Herediano en tanda de penales 5-4. A finales del 2021, Syanif consiguió el título del Torneo Clausura, tras vencer al Deportivo Saprissa con el marcador global 5-2. Antes de cerrar el año, Agüero consiguió la Supercopa tras vencer al Deportivo Saprissa con el marcador global 1-5 en el Estadio Ricardo Saprissa Aymá.
En el 2022, Agüero consiguió los títulos del Torneo Apertura, tras vencer en la final al Deportivo Saprissa en el marcador global 4-1, y el Torneo Clausura al vencer al Sporting F. C. con el marcador global 4-3, logrando ser tetracampeonas. Tuvo participación en la Copa Interclubes de la Uncaf a nivel internacional, Agüero se proclamó campeona, tras vencer al Deportivo Saprissa con el marcador global 1-0, en el Estadio Alejandro Morera Soto.

## Selección nacional

### Categorías inferiores
Fue convocada por el técnico José Catoya para representar a la selección sub-20 de Costa Rica en la Copa Mundial Sub-20 de 2022. El 10 de agosto de 2022 debutó en la Copa Mundial Sub-20 contra Australia, ingresó al terreno de juego al minuto 63, utilizando el dorsal 6, el compromiso finalizó con derrota 1-3. En su segundo partido, Agüero fue alineada como titular ante la selección ibérica de España, disputando los 67 minutos en la derrota 0-5. En el tercer partido, Sianyf se enfrentó ante la selección sudamericana de Brasil, ingresando al minuto 60, para después finalizar con la derrota 5-0, dando por finalizado la participación de la cita mundialista en la cuarta posición con 0 puntos en la primera fase de grupos.

#### Participaciones en Copas del Mundo
| Mundial                     | Sede       | Resultado      | Partidos | Goles |
| --------------------------- | ---------- | -------------- | -------- | ----- |
| Copa Mundial Sub-20 de 2022 | Costa Rica | Fase de grupos | 3        | 0     |

## Clubes
| Club              | País       | Año      |
| ----------------- | ---------- | -------- |
| CODEA Alajuela    | Costa Rica | 2019     |
| L. D. Alajuelense | Costa Rica | 2019-Act |

## Palmarés

### Títulos nacionales
| Título                         | Equipo            | País       | Año  |
| ------------------------------ | ----------------- | ---------- | ---- |
| Primera División de Costa Rica | CODEA Alajuela    | Costa Rica | 2019 |
| Primera División de Costa Rica | L. D. Alajuelense | Costa Rica | 2021 |
| Primera División de Costa Rica | L. D. Alajuelense | Costa Rica | 2021 |
| Supercopa de Costa Rica        | L. D. Alajuelense | Costa Rica | 2021 |
| Primera División de Costa Rica | L. D. Alajuelense | Costa Rica | 2022 |
| Primera División de Costa Rica | L. D. Alajuelense | Costa Rica | 2022 |
| Primera División de Costa Rica | L. D. Alajuelense | Costa Rica | 2023 |
| Primera División de Costa Rica | L. D. Alajuelense | Costa Rica | 2023 |
| Primera División de Costa Rica | L. D. Alajuelense | Costa Rica | 2024 |

### Títulos internacionales
| Título                       | Equipo            | Sede       | Año  |
| ---------------------------- | ----------------- | ---------- | ---- |
| Copa Interclubes de la Uncaf | L. D. Alajuelense | Costa Rica | 2022 |

### Distinciones individuales
| Distinción                                                       | Año  |
| ---------------------------------------------------------------- | ---- |
| Mejor jugadora de los Juegos Deportivos Nacionales de Costa Rica | 2019 |